# 手力の火祭

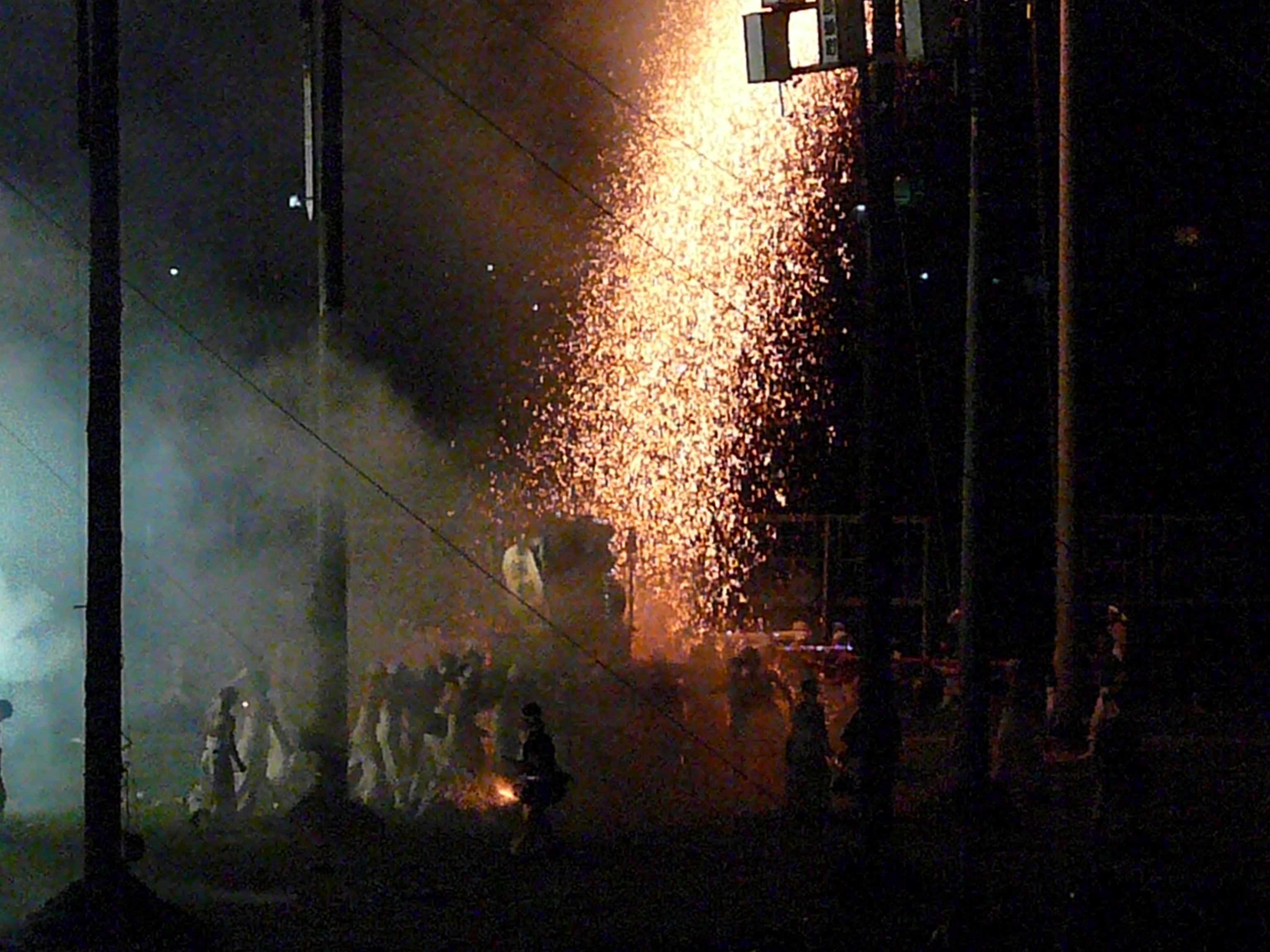
手力の火祭・夏（滝花火の火の粉の中で乱舞する神輿）

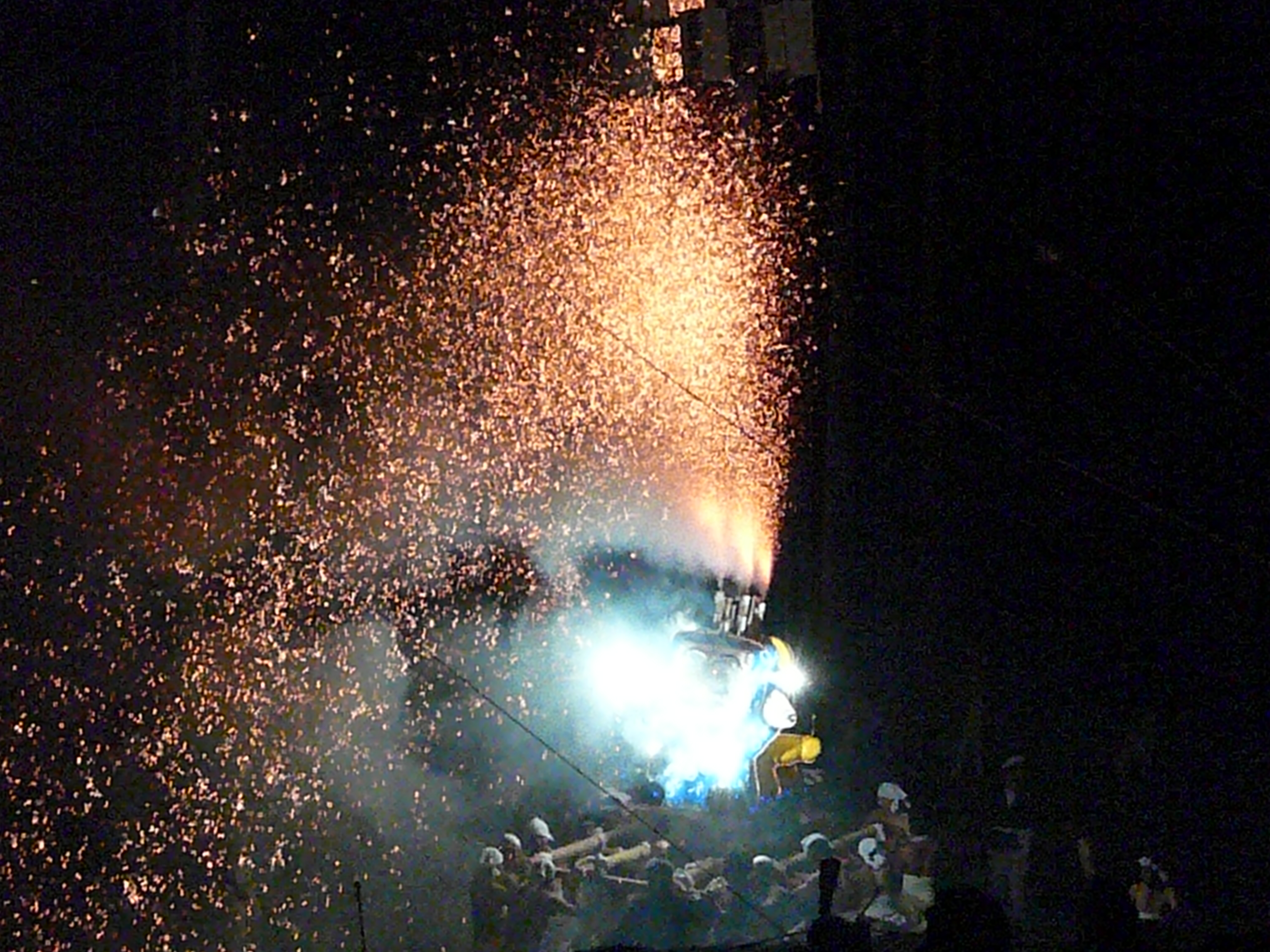
手力の火祭・夏（火を噴く神輿）

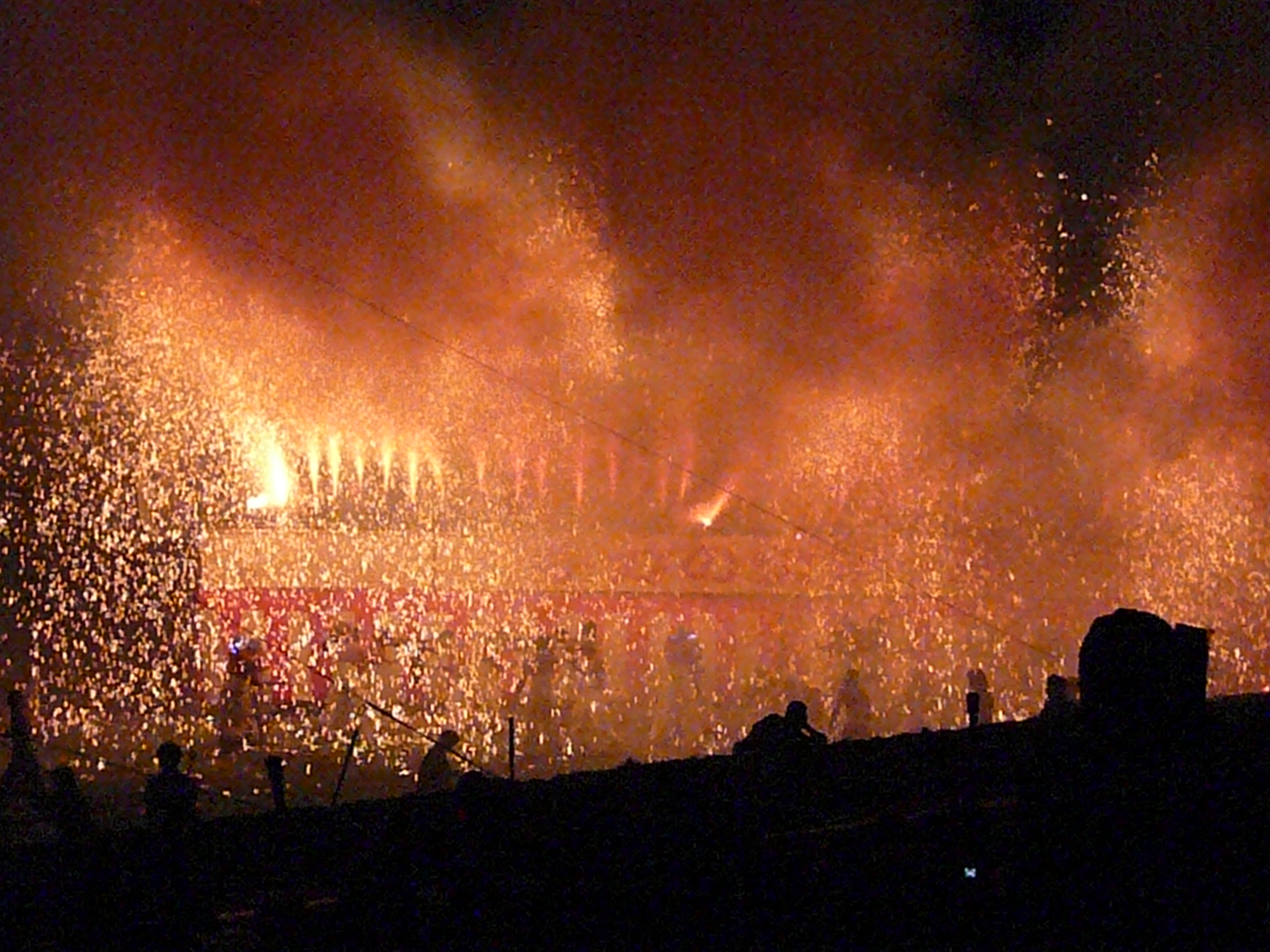
手力の火祭・夏（手筒花火の火の粉の中で乱舞する裸男衆）

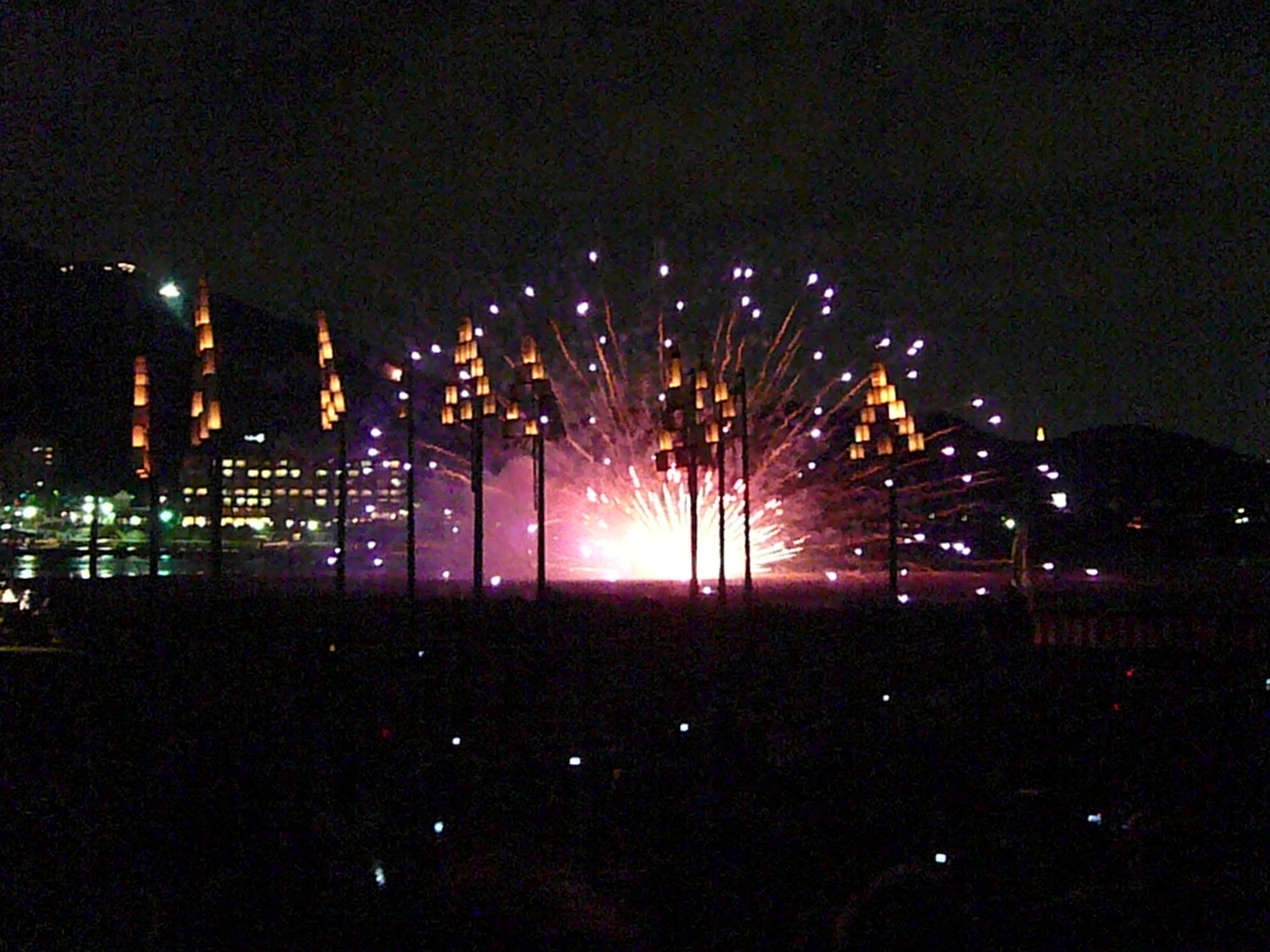
手力の火祭・夏（地割れ花火）

手力の火祭（てぢからのひまつり）は、岐阜県岐阜市にある手力雄神社（てぢからおじんじゃ）で行われる火祭り。始まった時期は不明ではあるが明和年間（1760年代）には記録があり、長く続く岐阜市を代表する伝統行事で岐阜県無形民俗文化財に指定されている。

## 概要
境内に設けられた高さ20mの御神灯が次々と点灯された後、滝花火に点火される。境内に爆竹音が響き渡り、激しい火の粉が降り注ぐ中、花火が仕掛けられた神輿を裸男たちが担ぎ乱舞する。また手筒花火や、仕掛け花火が一斉に火を噴く山焼きなど全てが見物客を圧倒させる。なお4月に行われる「本祭」と8月に行われる「夏」（祭りの復興・観光用）があるが通常は「本祭」の事を指す。
元は手力雄神社の秋の例祭（大祭）で行われていたが、1960年（昭和35年）に例祭と火祭を分離。火祭を4月5日の岐阜まつりの日に開催とする。1994年（平成6年）より4月第2土曜日に変更。

## 本祭
本祭は、手力雄神社の春の大祭である。
- 開催日　毎年4月の第2土曜日
- 場所　手力雄神社（岐阜県岐阜市蔵前6丁目8-22）
- アクセス　名鉄岐阜駅から各務原線に乗車。「手力駅」にて下車し徒歩5分。

## 夏
夏は、復興・観光用の祭りイベントである。出場する町内は本祭の半分である。本祭では行われない通常の花火を地面で爆発させる「地割れ花火」や和太鼓の演奏もある。会場の長良川公園は河川敷にあるため堤防の斜面に座って祭りを観覧出来るので、視野が広く火祭りの全てを楽しむ事が出来る。それでも迫力は本祭さながらであり、裸男衆に手抜きは無い。
- 開催日　毎年8月の第2日曜日
- 場所　長良川公園
- アクセス　岐阜バス　JR岐阜駅または名鉄岐阜駅から「高富」または「三田洞団地」行きに乗車（約20分）。「鵜飼屋」にて下車し徒歩3分。